# マティアス・ハドゥエ
マティアス・ニコラス・ハドゥエ・ゴンサレス（スペイン語: Matías Nicolás Jadue González、アラビア語: ماتياس نيكولاس حذوة غونزالي、1992年5月16日 - ）は、チリ出身のパレスチナのサッカー選手。元パレスチナ代表。ポジションはFW。

## クラブ歴
パレスチナ系チリ人である彼はサンティアゴで生まれ、ウニベルシダ・カトリカの下部組織でサッカーを行っていた。その後2010年にトップチームに昇格した。レンタル移籍を経ながらも2015年まで在籍した。
2015年にデポルテス・サンタ・クルスを経て2016年にマレーシアのPKNS FCに移籍した。

## 代表歴
両親ともにパレスチナ人であるので、チリとパレスチナの両方の国籍を有している。ユース年代ではチリ代表を選択し、チリU-17代表として2009 南米U-17選手権に出場した。その後、パレスチナ代表に転向し、2015年6月11日の2018 FIFAワールドカップ・アジア2次予選のサウジアラビア代表戦で初出場、初得点も決めたが、チームは3-2で敗北した。

## タイトル

### クラブ
ウニベルシダ・カトリカ
- プリメーラ・ディビシオン: 2010
- コパ・チレ: 2011